# Antonio Gussalli
Antonio Gussalli (* 26. Januar 1806 in Soncino; † 24. Mai 1884 in Mailand) war ein italienischer Literat.

## Leben
Antonio Gussalli wurde am 26. Januar 1806 in Soncino (Cremona) als Sohn von Pietro und Teresa Vigani geboren. Über seine Herkunft ist wenig bekannt, sein Lebensstandard lässt aber auf eine wohlhabende Herkunft schließen.
Im Frühjahr 1832 lernte er Pietro Giordani kennen und arbeitete mit ihm bei einigen seiner Schriften zusammen. Nach Giordanis Tod erhielt Gussalli dessen gesamten Nachlass und gab die gesammelten Werke in sieben Bänden, das Epistolario, heraus. Weitere sieben Bände mit Giordanis veröffentlichten und posthumen Schriften wurden zwischen 1856 und 1863 in Mailand veröffentlicht. Gussalli wurde von Giosuè Carducci bewundert, der ihm das Sonett Ad Antonio Gussalli in Juvenilia widmete, und war einer der sechs Widmungsempfänger der 1857 erschienenen Ausgabe von Carduccis Rime. Er stand auch in Korrespondenz mit Alessandro Manzoni und besuchte eifrig den Salotto Maffei. 1864 gehörte er als leidenschaftlicher Opern- und Konzertgänger zu den Gründungsmitgliedern der Società del Quartetto, die sich als erste Adresse der Mailänder Musikkultur etablierte.
In Florenz arbeitete er mit der Monatszeitschrift Poliziano zusammen, einer Hochburg der Literaten der Amici pedanti, die den Klassizismus gegenüber der Romantik entschieden verteidigten. Letztere schätzten ihn sehr und schrieben in verschiedenen Zeitungen über ihn.
Seine Frau Costanza Antivari übergab nach seinem Tod, am 24. Mai 1884, alle Manuskripte Giordanis, die sich im Besitz des Verstorbenen befanden, persönlich an die Biblioteca Laurenziana in Florenz.

## Werke
- La spedizione di Carlo Odoardo Stuart negli anni 1743-44-45-46 in lateinischer Sprache geschrieben, an deren Ausarbeitung auch Giulio Cesare Cordara und Pietro Giordani beteiligt waren, veröffentlicht von L. di G. Pirola, 1845
- Prose, Mailand, Libreria ed., 1877